# José Pizarro
José Pizarro (Soria, 1930 - 2004) fue un artista, pintor y muralista español.

## Trayectoria
Desde pequeño destacó como artista y a muy temprana edad recibió el Premio Nacional de Pintura Juvenil. Tras estudiar en la Academia de Bellas Artes de San Fernando, en Madrid, empezó su trabajo como muralista en Castilla y en Navarra, antes de trasladarse a Cataluña. 
En Lérida desarrolló gran parte de su labor artística, donde dejó una importante parte de su obra, tanto a nivel particular como institucional. Destacan sus murales en el Ayuntamiento de la Ciudad, La Paeria, la sede del Sistema Nacional de Empleo -antiguo Instituto Nacional de Empleo (INEM)- y en el Instituto de Estudios Ilerdenses. Su obra fue expuesta en las principales galerías de Madrid, Barcelona y Houston, entre otras.
Pizarro es conocido por ser uno de los pintores capaz de dominar todas las técnicas: dibujo, acuarelas, tintas, óleos, pasteles, murales... El artista también ofrece una gran variedad de temáticas, desde paisajes a retratos, pasando por bodegones y marinas.
Los críticos destacan que Pizarro tenía una amplia visión y una gran cultura global del arte, por ello era capaz de pintar todo lo que le venía en mente. Estudió tanto la pintura del siglo XX como la del Renacimiento italiano. Destacan de él su mente misteriosa con una personalidad mística y con un profundo sentimiento religioso, pasional y sensible.

## Homenajes
Pizarro pasó gran parte de su vida en la localidad leridana de Salás de Pallars. Su ayuntamiento le rindió un homenaje en 2012 en el marco de la XXII edición de la Fira D'Art, en la que la familia del artista cedió obras de su colección particular, algunas jamás vistas hasta ese momento. En el año 2016, este ayuntamiento le rinde nuevo homenaje, con el descubrimiento de una placa, en reconocimiento a la importante aportación cultural a este municipio.

## Obras
1966 - Pintura Mural Contemporània, ubicada en el antiguo Hospital de Santa María de Lérida, actualmente sede de la fundación Instituto de Estudios Ilerdenses de la Diputación de Lérida. Se puede ver este mural, haciendo una visita virtual al Instituto de Estudios Ilerdenses, y visitando la Sala de Coloquios.

## Publicaciones en prensa escrita
Artículo publicado en La Mañana, el 6 de diciembre de 1964, con motivo de la exposición de sus cuadros en el Instituto de Estudios Ilerdenses.
Artículo publicado en 1967, con motivo de la creación de la Pintura Mural en el antiguo Hospital de Santa María de Lérida.
Artículo publicado en 1968, con motivo de la creación del Mural en la  La Paeria de Lérida.
Artículo publicado La Mañana, el 13 de abril de 1969, con motivo de la creación de un Mural en la nueva Casa de Sindicatos de Lérida.
Artículo publicado en El Correo Catalán, el 23 de marzo de 1971, con motivo de la exposición de sus cuadros en el Instituto de Estudios Ilerdenses.
Artículo publicado en La Mañana, el 2 de junio de 1972, con motivo de la decoración de las paredes del Ayuntamiento de la Ciudad.
Artículo publicado en La Mañana, el 18 de noviembre de 1975, con motivo de la inauguración de una exposición de 40 de sus cuadros en la Galería Rembrandt de Madrid.
Publicación del Patrimonio Cultural de la Diputación_Provincial_de_Lérida, en 1991, la obra de José Pizarro aparece en la página 61
Artículo publicado en La Mañana, el 12 de junio de 2004, con motivo del fallecimiento de José Pizarro.
| 6 de diciembre de 1964. Exposición.                             |
| 1964. Exposición cuadros en el Instituto de Estudios Ilerdenses |

| 1968. Pintura Mural.             |
| 1968. Pintura Mural en La Paeria |

| 13 de abril de 1968. Pintura Mural                 |
| 1969. Pintura Mural en la nueva Casa de Sindicatos |

| 23 de marzo de 1971. Exposición.                                |
| 1971. Exposición cuadros en el Instituto de Estudios Ilerdenses |

| 18 de noviembre de 1975                                       |
| 1975. Exposición de cuadros en la Galería Rembrandt de Madrid |

| 2001. Patrimonio Cultural                            |
| 2001. Patrimonio Cultural de la Diputación de Lérida |

| 12 de junido de 2004                |
| 2004. Fallecimiento de José Pizarro |